# Перистера (крепост)
Вижте пояснителната страница за други значения на Перистера.
Крепостта Перистера се намира на север от град Пещера. Името на крепостта произхожда от гръцки и означава „гълъб“. Представлява крепост с три пояса крепостни стени и шест отбранителни кули, разположени на най-вътрешната крепостна стена, според археолозите е датирана към 4 век, като е съществувала поне до 7 век включително. Археолозите смятат, че на същото място вероятно е съществувало древно тракийско светилище.

## История
Хълмът, на който е разположена крепостта, е известен като Света Петка, а името Перистера („гълъб“, „гълъбово място“) е споменато за първи път от Иван Попов в неговото изследване „Страници из миналото на Пещера“.  За произхода на името на крепостта е съхранена следната легенда: „Когато през 313 година във Византийската империя било въведено християнството, местните обитатели трябвало да изберат на кой от хълмовете в околността да изградят своята църква. Така от хълма Света Петка литнало ято гълъби.“ Във връзка с това, трябва да се спомене, че гълъбът е знакът на Христос. Много е вероятно другото име на крепостта (Св. Петка) и името на хълма да е дошло от запазеното в народната памет име на църква „Света Петка“, чиито развалини стояли на възвишението от незапомнени времена.
За останките от крепостта пръв съобщава Стефан Захариев в книгата си „Географско – историко – статистическо описание на Татарпазарджишката кааза“, издадена във Виена през 1870 г. По-късно тя се споменава и в пътеписите на Константин Иречек (1883 г.).
Първите археологически проучвания на хълма са проведени през 1954 г., а през 1958 и 1972 г., под ръководството на Цветана Гиздова, са направени частични разкопки, предимно сондажи, вследствие на които паметникът е обявен за римски кастел. Резултатите не са публикувани. Редовни – системни археологически разкопки на крепостта са извършени през 2007 г., 2010 г. и 2011 г. Ръководител на обекта е археологът доц. д-р Бони Петрунова, по това време – ръководител на секцията за средновековна археология – зам.-директор на Националния археологически институт с музей към БАН.
Разкритията при археологическото проучване се оказват доста добри и ценни, дори учудващи и е взето решение, вече обявеният паметник на културата, да се възстанови по проект – "Консервация, реставрация и експониране на антична и средновековна крепост „Перистера“, разположена на хълма Света Петка, гр. Пещера". Проектът е реализиран до началото 2014 г. от община Пещера, като е осъществен с финансовата подкрепа на Оперативна програма „Регионално развитие“ – 2007 – 2013 г.
Проектът за „Перистера“ включва частична реставрация на цитаделата и крепостните стени, които са „запечатани“, за да се запазят от климатичните промени. Южната кула е превърната в триетажен музей, а музеят на открито е разположен от северната страна. Посетителите ще могат да запалят свещ в двете църкви – „Св. Петка“ и „Св. Четиридесет мъченици“, съществували още в Средновековието, а и по-рано. Предвижда се намиращи се от запад сгради на бивши казарми да бъдат адаптирани като хотели, ресторанти, магазини, културно-информационен център и всичко друго, нужно за една модерна туристическа инфраструктура. В двора на някогашния военен обект в подножието на хълма ще има алея на старите занаяти, съществували в Пещера. Планувано е и крепостта да бъде осветена с ефектно нощно осветление, така че да се вижда отдалеч.

## Исторически данни и проучване
Археологическото проучване е позволило да се изясни почти изцяло историята на хълма Света Петка. В най-високата част на възвишението са групирани камъни с различна големина, от които един е с формата на гълъб. Този факт дава основание да се предположи, че мястото е било известно като свято още на траките, които са го превърнали в светилище.
По-късно, през римската епоха, когато в близост е минавал един от главните пътища, свързвали Горнотракийската низина с Егейско море, е бил изграден кастел. Това е първият период от историята на крепостта и обхваща времето от II до началото на III век. Вторият (късноримският) период е засвидетелстван от четири монети, сечени по времето на императорите: Диоклециан (284 – 305), Константин I Велики (324 – 337) и Юлиан (360 – 363). Може да се предположи, че първото разрушение на укреплението е станало по време на Втората готска война през 376 г., при император Валент и най-вече след неговото поражение при Хадрианопол на 9 август 379 г. Най-добре е засвидетелстван третият период от съществуването на крепостта. След 150-годишно прекъсване живота на укреплението и близкото селище се възражда в началото на VI век. Свидетелство за това са грандиозното строителство, две колективни монетни находки (едната е златна) и множеството други материали. След опустошителните варварски нападения през 528 – 529 г. и катастрофалния разгром на византийската армия през 533 г., след като през четвъртото и петото столетие Византия губи контрола си над Мизия и Скития, империята е пред катастрофа. Загубата на провинциите е стресиращ предвестник на надвисналата заплаха от север.
Мощното контранастъпление през 551 г. води до пълно възстановяване на границите на империята. Като резултат започнва мащабна укрепителна дейност на Дунавската граница, Балкана и Родопите. Хълмът Света Петка явно е включен в третия отбранителен вал, целящ да предпази Империята и най-вече пътните артерии, свързващи западната тракийска низина с Беломорието, от зачестилите нападения. Тогава, вероятно при мащабното строителство по времето на император Юстиниан I Велики (527 – 565), крепостта на хълма Св. Петка е преизградена и преустроена, като две от кулите са обновени и от правоъгълни стават с формата на еднокорабни църкви. Така, освен с функционално предназначение, кулите-църкви са осигурявали и духовната закрила на укреплението. В тях войниците, преди да тръгнат в битки, са се молили, а благодарили на Бога, когато побеждавали неприятеля.
Анализът на данните и откритите на крепостта монети категорично определят годините, в които
управлява Юстиниан II (565 – 578 г.), като време на най-голям икономически просперитет на селището – крепостта „Перистера“. Напълно идентична ситуация е отразена и в монетния материал от ранно-византийските укрепления в Тракия и Илирия. Последвалите събития, масирани аварски и славянски набези и ответните удари на византийската армия, превръщат територията на цяла Тракия в поле на рядко затихващи бойни действия през последните две десетилетия на VI и началото на VII век. Множество от селищните центрове престават да съществуват. Намерените тук последни отсечени монети на император Тиберий II Константин (578 – 582) очертават края на съществуването на крепостта Света Петка. Краят на обитаването на ранновизантийското укрепено селище край Пещера има бедствен характер и е повсеместно маркирано от стихиен пожар. Като доказателство служи и едно сведение на летописецът Йоан Ефески: „...На третата година след смъртта на император Юстин и при царуването на Тиберий Победоносни настъпи проклетия славянски народ и извърши набези по цяла Елада, в околностите на Солун и по цяла Тракия. Те заеха много градове и укрепени места, опустошиха и гориха, грабиха страната и я овладяха. Те се поселиха в нея без страх, сякаш тя им принадлежеше.“ Описаните събития в хрониката се отнасят за 582 г.
Открити в северната част на крепостта „Перистера“ фрагменти от средновековна керамика и монети от XIII в. доказват, че укреплението е имало четвърти период на съществуване. През средновековието тя отново е била възродена, но частично, върху част от късноантичното фортификационно съоръжение.
Вероятно крепостта на хълма Св. Петка е била унищожена при османското нашествие в края на XIV в. Но селището в подножието ѝ продължило да съществува и след това. Наличните данни сочат, че населението му упражнявало рудодобив и металодобив и през османското владичество, като „един самоков и три ливници работели до 1850 г.“. Освен това, при оформянето на парк около възстановената крепост (цялото това пространство не е проучено), работниците се натъкнали на останки, което подсказва, че надолу под нея има цял един град от няколко полиса, в който са живели търговците, майсторите и т. нат. За просперитета и културното ниво на този град разбираме от описанията на Стефан Захариев, който пише: „..имало 10 черкови повечето с кубета, на които имената селяните знаят коя на кой светия е била посветена и ги наричат оброчища, но най-пространна и най-великолепна е била Св. Петка...“. Тук става въпрос за старинната църква на хълма Света Петка, построена (преустроена) през средновековието върху една от кулите-църкви, и чиито стени все още стърчали до към средата на XIX в. Дотогава видимо просъществували последните остатъци от някогашната „Перистера“ – крепостта на гълъбите. 

## Архитектура
Крепостта „Перистера“ заема целия хълм „Св. Петка“ и има ясно обособени цитадела, вътрешен град и подградие, разположени на площ от около 15 дка. За сега са изяснени и частично реставрирани крепостните стени на цитаделата и на вътрешния град. Вероятно подградието е частично застъпено от съвременните улици и сгради на Пещера, включително и от пътя Пазарджик – Пещера, където е имало порта с арка, непосредствено източно под крепостта.
Укрепената площ на крепостта е с форма на елипса, с ориентация по дългата ос СИ–ЮЗ, дължина 94 м и широчина на крепостта 37 м. Денивелация от ЮЗ на СИ е 5 м, а най-висока точка на крепостта е на 494.6 м. Крепостните стени, които са с дължина 253 м, ограждат пространство от 2895 m². Те са градени от големи ломени камъни споени с хоросан, а дебелината им достига до 3 м, което дава основание да се предположи, че стената е била висока поне 14 м. Преди реставрацията крепостните стени са били запазени на височина до 2.60 м. По дължината на крепостната стена има шест кули: три правоъгълни, една триъгълна и две църквообразни. Последните са изключително интересни. Това са кулите, които охраняват североизточния и югоизточния ъгли на цитаделата. Подобни кули са регистрирани в днешна Сърбия, при ранновизантийското укрепление до Равна, където през VІ век три от кулите са обновени и от правоъгълни стават с формата на еднокорабни църкви. Друго укрепление – Салдум (ІV – VІ век), близо до Дунав – също има една кула с формата на църква. Тя, както при Перистера, е на североизточния ъгъл. Подобни крепости от днешните български земи не са известни.
Интересна е северната порта на цитаделата, която е претърпяла поне две преустройства. Първоначално входът е бил на линията на куртината (крепостната стена), непосредствено до северозападния ъгъл. Вероятно е имало надвратна кула с правоъгълна форма, издадена към юг. По-късно, може би в началото на VІ век, е изградена мощна правоъгълна кула, с дължина запад – изток 11,30 м. На източна крепостна стена, северно от фасадата на югоизточната кула-църква, е оформен друг вход на крепостта.
Северно от южната крепостна стена се очерта плана на югозападната част на укреплението. Между помещенията има улица с ширина около 1.5 – 2 м, която е успоредна на южната крепостна стена. Други улички я пресичат и вървят в посока С–Ю. Регистрирали са общо 27 верижни помещения, разположени по дългите страни на цитаделата.
Съвременната архитектурна реконструкция на укрепителната система на цитаделата на „Перистера“ изцяло се основава на резултатите от археологическо проучване, като се придържа към автентичния вид на късноантичното съоръжение. 

## Kулите – църкви
Двете кули – църкви са разположени в южния и северния край на източната крепостна стена на крепостта „Перистера“. Подобно уникално съчетание кула – църква за сега няма известно в България и среща аналог само в още две крепости, но те са извън днешните политически граници на страната.

### История на църквите
Двете кули не са били допълнително преустроени в църкви, когато е било прието християнството (началото на IV в.), а това е станало по време второто преустройство на крепостта, вероятно някъде в началото на VI век. Така, кулите, освен функционално предназначение, са осигурявали и духовната закрила на крепостта. В тях войниците, преди да тръгнат в битки, са се молили и благодарили на Бога, когато побеждавали неприятеля.
Патронът на една от двете църкви несъмнено е бил Света Петка, за което има съществени доказателства. Първият довод е самото име на хълма – „Света Петка“, което най-вероятно е дошло от църква, посветена на Света Петка. Това е запазено в народната памет през вековете и дори е засвидетелствано в писанията на Стефан Захариев, който споменава: „..най-великолепна е била Св. Петка, както се види от развалените ѝ стени и сводове.“ Може да се приеме, че след разоряването крепостта (църквите) в края на VI в. при аваро – славянското нашествие и последвалият няколко вековен пуст период, с частичното възстановяване на укреплението през средновековието, е била възродена поне една от църквите. По-късно, през османското владичество, църквата е била отново разрушена, а след това е превърната в оброчище, чрез което, както и при други подобни около Пещера, е съхранен споменът за святото място. Оброчището „Св. Петка“ е било известно на пещерчани почти до наши дни.
Друго доказателство, което подкрепя вече установеното име на църквата и дори конкретизира коя от двете църкви се казва „Св. Петка“ е една особеност в архитектурата на североизточната кула – отклонението на надлъжната ос на църковната сграда (църква с 5° 8', по отношение на направление изток запад). В унисон с традициите на трасиране на култовите сгради, според специалистите, това отговаря на есенния християнски култ към подвига на Света Великомъченица Параскева Иконийска (28 октомври), която приема мъченическа смърт в 303 година по времето на римския император Диоклетиан. Но по-късно, вероятно, когато крепостта влиза в пределите на Втората българска държава (XII-XIV в.), храмът е бил обвързан с традиционния за България култ към Преподобна Параскева (Петка) Епиватска, Българска. Както е известно, след знаменитата Клокотнишка битка (1230 г.) при цар Иван Асен II, мощите на светицата, живяла през X-XI в. и родена в Епиват (Тракия), били пренесени (1238 г.) в старопрестолния Търновград, където почивали до падането на Търновското царство под османска власт, в църквата „Св. Петка Търновска“. След вековни странствания през 1641 година те били положени в катедралата в Яш (Северна Румъния), където и днес стоят и са достъпни за поклонение.
По същия метод, обусловен от традициите на трасиране на култовите сгради, е разгадан патрона на параклиса и в югоизточната кула – църква. С отклонението на надлъжната ос от източна посока (с 1° 34'), този храм се свързва с общохристиянския празник „Св. Четиридесет мъченици“ (Младенци, на 21 март / 9 март) – празник на пролетта. Така научаваме повече за това свято място, без да е запазен спомен за него в народната памет.
Днес, след като двете църкви са възстановени, се предвижда да бъдат преосветени, с което ще се възродят за нов духовен живот, а заедно с тях и сакралното пространство на целия хълм Света Петка. По този начин, святото място, след векове на запустение, отново се превръща в обект на поклонение. Така се открива възможност и за възстановяване на общоградския християнски празник „Св. Петка Българска“, като на 14 октомври се организира литийно шествие от катедралния храм на град Пещера „Св. Димитър“ до старата нова църква „Св. Петка“. В нея ще се отслужва празнична литургия, както и други християнски обреди, обичайни за всеки действащ храм.

### Архитектура на църквите
Югоизточната църква – кула (№1) има стратегическо отбранително значение и е подчертана от прилежащата потерна в източната крепостна стена. Тя има доминираща роля в силуета на цитаделата над съвременния град.
Югоизточната част на укреплението е мястото, където е стартирано редовното археологическо проучване на крепостта през 2007 г. Тогава е разчистен наосът на еднокорабната църква. При зачистването на крепостната стена над църквата е регистрирано подзиждане в opus mixtum. То представлява 3 реда тухли, споени с бял хоросан без примеси от счукана тухла. Тухлите имат приблизителни размери: 0,25 х 0,26 м. Над тях следва един ред ломени, неправилно подредени големи камъни. Размерите на църквата (крепостна кула) са: южна стена – дължина 9,40 м, северна стена – дължина 9 м, апсида – 1,90 м, ширина на входа от север 1,60 м.
При разчистване в наоса на църквата, на дълбочина 2,20 м от кота 0 е разкрито стопанско помещение с питоси (един от питосите са намерени овъглени зърна), което дава повече информация за предназначението и датировката на тази кула – църква.
При реставрацията на кулата е изявен във височина нейният първи строителен период – IV век и частично е възстановено изграденото през втория строителен период (VI в.). На кота – 0,60 м е разположен складов тракт с вкопани в пода питоси за хранителни запаси, които се експонирани in sito. На това ниво е разположено информационно бюро и видео стена.
На кота + 2,40 м (втория етаж) е разположена църквата (параклисът). Отклонението на надлъжната ѝ ос от източна посока с 1° 34' я свързва с празника на Св. Четиридесет мъченици. Поради тази причина в църквата ще бъдат експонирани икони от хранилището на Исторически музей – град Пещера. Център на тази камерна иконна галерия е икона на „Св. Четиридесет мъченици“, в апсидата. Над църквата, на кота + 5,40 м – ниво бойна пътека, са разположени помещение за отбрана с експониране реплики на оръжия от късната античност и средновековието, и бойна площадка от изток (над апсидата).
Североизточната църква – кула (№5), освен отбранителните си функции, е изпълнявала значимата роля на духовен център на цитаделата. Тя е разкрита след югоизточната църква.
При археологическите разкопки на това място се очертава църковообразен план, от което още веднага се разбира, че кулата е била и църква. Нейните размери са: дължина – около 7 м, ширина – 7,20 м и дълбочина на апсидата – 3 м. При проучването ѝ са открити фрагменти от стенописи, мраморни парчета от съдове за светена вода, антични керемиди с врязани кръстове.
Отклонението на надлъжната ос на църквата, по отношение на направление изток запад, е 5° 8'.
Обема на тази кула – църква е частично възстановен със съвременни строителни материали. Стените са иззидани с оригиналната им дебелина, изграден е и сферичен свод над апсидата (конха). Предвижда се да бъде положена олтарна трапеза, като така този християнски символ на старинна Пещера, ще бъде ресакрализиран.

## Находки
По време на разкопките екипът на археолога доц. д-р Бони Петрунова открива над 300 уникални находки. Сред тях са множество монети, някои златни, част от които от времето на император Юстиниан (VI в.). Намерени са различни части от облеклото на войниците, които са пазели крепостта, различни фибули, известно количество накити. Също така и стрели, фрагменти от надписи, мраморни детайли от сградите, съдове от глина и стъкло, които ще бъдат изложени в Музей на открито. В крепостта са открити почти 80 питоса, някои с огромни размери, представляват своеобразни хладилници от Античността. Голяма част от съдовете са експонирани на мястото, където са намерени.

## Състояние
След разкопките, извършени от Археологическия екип е ръководен от доц. д-р Бони Петрунова при Национален археологически институт с музей, БАН, крепостта е консервирана, реставрирана и облагородена.
На територията на крепостта се влиза след заплащане на такса вход.

## Местонахождение
Адрес: България, град Пещера, хълм „Св. Петка“, над улица „Освобождение“ № 36
Координати: Северно от град Пещера, близо до изхода по път 37 и път 377
- Север: 42,03885
- Изток: 24,30430

## Препратки към архелогически екип
- доц. д-р Бони Петрунова при Национален археологически институт с музей, БАН

## Препратки към Google Maps
- С.Ш. 42.03885, И.Д. 24.3043 увеличение 15
- С.Ш. 42.03885, И.Д. 24.3043 увеличение 19